# カワラハハコ
カワラハハコ（河原母子、学名：Anaphalis margaritacea subsp. yedoensis ）はキク科ヤマハハコ属の多年草。ヤマハハコの亜種。雌雄異株。

## 特徴
茎は叢生（そうせい）し、茎の中部でも枝分かれし、高さが30から50cmほどになる。葉は無柄で茎に互生し、形は線状で、茎と葉の裏面は灰白色の綿毛が密生する。縁は全縁で裏面に巻く。
花期は8月から10月で、茎の上部に頭花を散房状につける。頭花は外見的には白いカサカサした花びら状のものに包まれているが、これは総苞片であり、花はその中央に密集しており、黄色である。

## 分布と生育環境
北海道、本州、四国、九州に分布し、河川敷の礫地、砂地などに群生する。ただし、近年では河原は河川改修などによって荒らされることが多く、また帰化植物の侵入の多い環境でもある。本種の様な在来種は各地で数を減らしている。

## 近縁種
- ヤマハハコ属
  - ヤマハハコ
  - ホソバノヤマハハコ
  - タカネヤハズハハコ
  - ヤハズハハコ